# トマゾ・アルビノーニ
トマゾ・ジョヴァンニ・アルビノーニ（イタリア語: Tomaso Giovanni Albinoni, 1671年6月8日 ヴェネツィア - 1751年1月17日 ヴェネツィア）は、イタリア（当時はヴェネツィア共和国）のバロック音楽の作曲家、ヴァイオリニスト。
生前はオペラ作曲家として著名であったが、今日はもっぱら器楽曲、特にオーボエ協奏曲の作曲家として知られており、そのうちいくつかは頻繁に録音されている。なおレモ・ジャゾットが『アルビノーニのアダージョ』として1958年に出版した曲は、ジャゾット創作の偽作であり、アルビノーニの楽曲との関連はない。

## 生涯
作曲家としての生前の地位のわりには、生涯についてはほとんど分かっていない。裕福なヴェネツィア貴族の家系に生まれ、父アントーニオ・アルビノーニ（1634年 - 1709年）はヴェネツィア市内に多くの店を構える、トランプ製造業も営む紙商人でもあった。ジョヴァンニ・レグレンツィに師事し音楽教育を受けたと推測されている。
以後は家業に従事しつつ、1694年に作品1を、コレッリのパトロンとして有名なピエトロ・オットボーニ枢機卿（大叔父はローマ教皇アレクサンデル8世）に献呈する。1700年にマントヴァ公の宮廷ヴァイオリニストとして雇われ、作品2の器楽曲集をマントヴァ公に献呈。1701年には、非常に人気を呼んだ『12の3声のバレッタ』作品3を作曲し、トスカーナ大公コジモ3世の長男フェルディナンド・デ・メディチに「フェルディナンド3世」の敬称でこれを献呈した。
1705年、ヴェネツィアで聖マルコ大寺院の楽長アントニーノ・ビッフィ(Antonino Biffi)を立会人に、オペラ歌手のマルガリーテ(Margherita)と結婚。マルガリーテはアルビノーニと6人の子をもうけながら1720年まで歌手として活躍したが、1721年に死去している。1709年の父の死後は家業を弟たちに任せ、自身は音楽活動に専念した。ヴェネツィアではビッフィ以外の音楽家との交流は確認できないが、多くのイタリア都市においてオペラ作曲家として名を上げ、たとえばヴェネツィア、ジェノヴァ、ボローニャ、マントヴァ、ウーディネ、ピアチェンツァ、ナポリなどでは有名だった。この頃になると器楽曲をふんだんに作曲し、1705年以前に、ほとんどのトリオ・ソナタやヴァイオリン協奏曲を作曲し、その後は1715年に、アムステルダムのエティエンヌ・ロジェから初のオーボエ協奏曲を含む『5声の協奏曲 作品7』を出版、1721年に『6つのソナタと6つの三声の舞曲 作品8』を出版した。1721年に家業が傾いてのち、声楽の学校を開設して多くの生徒を指導したと19世紀の歴史家の記録にあるが、学校の開設時期や具体的な活動内容は不明である。
多くの同時代の作曲家とは異なり、アルビノーニには教会や貴族の宮廷に地位を得ようとした形跡が見当たらず、独自の財源によって、独力で作曲する自由を得ていた。その後は1722年にバイエルン選帝侯マクシミリアン2世エマヌエルに招かれ、オペラを指揮した。アルビノーニのもっとも有名な曲集『5声の協奏曲集 作品9』は、同年にアムステルダムのミシェル＝シャルル・ル・セーヌから出版され、選帝侯に献呈されている。1740年にヴェネツィアでアルビノーニの最後のオペラ《アルタメーネ／Artamene》が公演され、それ以後のアルビノーニ足取りはつかめていない。
1742年にフランスで、アルビノーニのヴァイオリン・ソナタ集が「遺作」として出版されたことから、研究者から、アルビノーニはその頃には亡くなっていたと推測されてきた。しかしアルビノーニは、ヴェネツィアで人知れず生き延びていた。生地のサンタ・バルバラ小教区の記録によると、アルビノーニは1751年に風邪と糖尿病により、「79歳」で（おそらく書き損じ）亡くなったとある。

## 作品と影響力
アルビノーニは50曲ほどのオペラを作曲し、そのうち20曲が1723年から1740年にかけて上演されたが、こんにちでは器楽曲、とりわけオーボエ協奏曲が最も有名である。
アルビノーニの器楽曲は、ヨハン・ゼバスティアン・バッハが非常に関心を持っていた。バッハは、アルビノーニの主題によるフーガを少なくとも2曲遺しており、しかも、しばしば学生の和声法の実習において、アルビノーニのバス課題をよく利用した。

## 作品

### オペラ
オペラは約52作ほど作曲しており、大半が紛失しているが、1曲ないし5曲ほどのアリアが現存する。
- グリセルダ（Griselda, 1703年）
- 最も忠実な臣下（Il più fedel tra i vassalli, 1705年）
- エンジェルベルダ（Engelberta, 1709年）
- 寛大な競技（Le gare generose, 1712年）
- エウメーネ（Eumene, 1717年）
- ラオディス（Laodice, 1724年）
- アルデリンダ（Ardelinda, 1732年）

### 協奏曲、器楽作品
- ヴァイオリンソナタ集 作品6（1711年頃出版）
- 5声の協奏曲 作品7（1715年出版、オーボエ協奏曲集、他）
- 3声のバレットとソナタ 作品8（1722年出版）
- 5声の協奏曲 作品9（1722年出版）
- 5声の協奏曲 作品10（1735年 - 1736年出版）

（オルガンと弦楽のためのアダージョ ト短調はレモ・ジャゾットによる偽作）

### 宗教曲
- 3声のミサ曲（Messa a tre voci, 作曲年代不詳）

他の作品には48曲のカンタータや器楽曲、オラトリオなどがある。

## 出版作品
- 作品1　12のトリオソナタ 1694年作曲
- 作品2　6つのシンフォニアと6つの五声の協奏曲　1700年作曲　【演奏例】
- 作品3　12の三声の室内舞曲　1701年作曲
- 作品4　ヴァイオリンと通奏低音のための6つの教会ソナタ　1704年作曲（アムステルダムのロジェ社より1708年出版）【演奏例】
- 作品5　ヴァイオリンと通奏低音のための12の協奏曲　1707年作曲　【演奏例】
- 作品6　12のヴァイオリンソナタ　1711年作曲
- 作品7　12の協奏曲集（オーボエ、2オーボエ、弦楽合奏） 1716年作曲
- 作品8　6つのソナタと6つの三声の舞曲  1721年作曲
- 作品9　12の協奏曲集（オーボエ、2オーボエ、ヴァイオリン） 1722年作曲
- 作品10　12の協奏曲集　1735年 - 1736年?作曲　【演奏例】